# Bootle
Bootle este un oraș în cadrul districtului metropolitan Sefton, în comitatul Merseyside, regiunea North West, Anglia.